# Caloptilia braccatella
Caloptilia braccatella là một loài bướm đêm thuộc họ Gracillariidae. Nó được tìm thấy ở Rhodes, Ý, Thổ Nhĩ Kỳ và phần châu Âu thuộc Nga.
Ấu trùng ăn Pistacia atlantica.